# Asterix e la zizzania
Asterix e la zizzania (La Zizanie) è la quindicesima storia a fumetti della serie Asterix, creata da René Goscinny (sceneggiatura) e Albert Uderzo (disegni). La sua prima pubblicazione in volume in lingua originale risale al 1970.

## Trama
Conscio di non poter avere la meglio con la forza sui Galli dissidenti, almeno fintanto che questi restano uniti, Giulio Cesare decide di rompere l'armonia interna al loro villaggio. A questo scopo invia in Armorica un carcerato di Roma, il noto seminatore di discordia Tullius Detritus, un uomo dotato della capacità quasi soprannaturale di indurre al litigio coloro che gli sono accanto, praticamente con la sua sola presenza.
Giunto all'accampamento fortificato di Aquarium, Detritus si mette subito all'opera: si presenta dai Galli proprio nel giorno del compleanno del capo Abraracourcix annunciando di voler fare un dono all'"uomo più importante del villaggio" e deponendo il suo regalo -un vaso di dubbio valore- ai piedi di uno stupito Asterix. Questo fatto genera ovviamente l'invidia di Abraracourcix, la rabbia di sua moglie Beniamina, la gelosia di Obelix, la rabbia iniziale di Asterix che insiste con il ribadire che Detritus non è suo amico, e il sospetto negli altri membri del villaggio.
Il diabolico piano di Detritus prende così forma, ed egli lo prosegue inducendo abilmente i Galli a credere di aver ricevuto dallo stesso Asterix il segreto della pozione magica che rende invincibili. Il clima di sospetto generale raggiunge i massimi livelli: di fronte alla sfiducia loro dimostrata Asterix, il druido Panoramix e il fedele Obelix decidono di abbandonare il villaggio, lasciando costernati gli altri abitanti.
I tre non restano ovviamente con le mani in mano, ma si danno da fare per rovinare i piani di Detritus; questi, dal canto suo, convince i soldati romani di tutti e quattro gli accampamenti a marciare sui Galli, ormai privi del druido e, di conseguenza, di bevanda magica. Asterix, Obelix e Panoramix tornano così di corsa al villaggio e riescono finalmente a convincere i compagni degli equivoci in cui sono caduti. Tornati finalmente uniti, i Galli possono affrontare i Romani e sconfiggerli in una epocale battaglia. Dopo la vittoria Asterix riesce anche a ritorcere la zizzania contro il suo seminatore, ringraziando pubblicamente Detritus per l'aiuto dato loro nello sconfiggere i romani: questi ultimi credono al guerriero e riportano in carcere Detriitus con l'accusa di alto tradimento.
Nel finale la ritrovata pace del villaggio viene celebrata con il solito banchetto, non prima che Asterix abbia potuto prendersi una piccola rivincita sui suoi litigiosi compagni mettendone di nuovo a nudo la superficialità delle azioni, la facilità a fraintendere le apparenze e a malignare.

## Personaggi principali
I personaggi presenti nella storia più rilevanti ai fini della trama sono:
- Asterix: definito da Detritus "l'uomo più importante del villaggio", si vede ricadere addosso la rabbia di Abraracourcix e il sospetto dei suoi compagni, che lo accusano di aver venduto il segreto della pozione magica ai Romani. Malgrado questo, torna al loro fianco nel finale, svelando gli intrighi di Detritus e permettendo ai suoi amici di trionfare sui Romani
- Obelix: la zizzania seminata da Detritus non riesce a vincere l'amicizia che lo lega ad Asterix, e per questo rimane al suo fianco fino alla fine
- Panoramix: colpito anche lui dai sospetti dei suoi compagni, ai quali reagisce sdegnosamente, insieme ad Asterix e Obelix riesce a svelare l'inganno in cui questi sono caduti
- Tullius Detritus (Tullius Détritus)[3]: è il seminatore di discordia, un uomo capace di spargere zizzania praticamente con la sua sola presenza. Arrestato per aver combinato troppi guai nell'insula in cui abitava e condannato ad essere mangiato dai leoni, riesce a salvarsi dalla condanna dal momento che, al suo apparire, le belve si sbranano l'un l'altra. Cesare lo libera e lo invia in Armorica, per rompere l'armonia del villaggio gallico. Il suo piano inizialmente sembra funzionare, ma infine Asterix e Panoramix si dimostrano più furbi di lui e riescono a ripagarlo con la sua stessa moneta
- Caius Aerobus (Caius Aérobus)[4]: centurione romano capo della guarnigione di Aquarium, per ordine di Cesare messo a supporto di Detritus sebbene non sempre riesca a capirne i piani contorti. Il suo volto è una caricatura dell'attore Lino Ventura[2]

## Riferimenti storici
L'albo mostra uno spaccato della vita quotidiana del villaggio gallico, mettendo in mostra i vizi, le invidie e le debolezze dei suoi abitanti, che esemplificano poi tutti gli esseri umani, antichi e moderni. Il tutto viene riassunto nel commento finale del saggio Panoramix, che afferma come "sono litigiosi, illogici, eccentrici... ma in fondo vanno capiti, sono solo umani" al che Obelix ribatte, adattando la sua famosa frase, "Sono Pazzi Questi Umani!". Nell'albo sono presenti alcuni accenni alla storia reale: nelle prime tavole Cesare, rivolgendosi a Bruto lo apostrofa due volte con un "Et tu, Brute". Bruto, irritato, commenta tra sé "inizia a irritarmi, uno di questi giorni io..." altro riferimento all'assassinio di Cesare. Poco dopo durante una discussione arrabbiata con un altro consigliere lo stesso Bruto lo accusa di essere stato "al soldo di Pompeo", sebbene storicamente sia stato proprio lui a combattere al fianco del Triumviro, ottenendo poi il perdono di Cesare dopo la sconfitta di Farsalo. Il centurione romano Caius Aerobus ha le fattezze, nonché la mimica facciale e le movenze comicamente esagerate dell'attore italo-francese Lino Ventura.
Fanno la loro prima apparizione alcuni membri femminili del villaggio, che affiancano Beniamina, la moglie di Abraracourcix già presente nelle storie fin da Asterix e il duello dei capi. In particolare vengono presentate la moglie del fabbro Automatix, una piccola donna bionda con un naso appuntito, la bellissima moglie del vegliardo Matusalemix ed una donna grassoccia il cui nome non viene detto, ma che apparirà come personaggio secondario anche in altri albi successivi.

## Storia editoriale
In Francia la storia fu serializzata inizialmente all'interno della rivista Pilote in cui apparve a puntate dal numero 531 (8 gennaio 1970) al 552 (4 giugno 1970); in seguito è stata pubblicata in albo cartonato nel 1970 dall'editore Dargaud. L'albo è stato successivamente ristampato dalla casa editrice Hachette Livre, che nel dicembre 2008 acquisì da Uderzo e da Anna Goscinny (figlia dello scomparso René) tutti i diritti sulle pubblicazioni di Asterix.

### Edizioni estere
In Italia l'albo è edito, come gli altri della serie, da Mondadori; la prima edizione italiana risale al febbraio 1971 per la traduzione di Luciana Marconcini. La Mondadori ha ristampato l'albo più volte nel corso degli anni; l'ultima edizione, condotta su quella francese di Hachette Livre, è della fine del 2011 e rispetto alle precedenti presenta, pur mantenendo invariata la traduzione, una copertina diversa, un nuovo lettering e una colorazione rinnovata; è inoltre caratterizzata dall'avere la sagoma di Asterix stampata in rosso sulla costa. Nel 1999 la storia è stata inoltre inclusa nel volume tascabile Asterix - Le storie più belle, edito sempre da Mondadori nella collana "Super Miti". La storia è stata pubblicata a puntate anche all'interno della rivista Il Giornalino (Edizioni San Paolo), nella quale fece la sua prima apparizione nel 1977 venendovi poi ristampata periodicamente. Tale edizione è basata su quella Mondadori e presenta la stessa traduzione di Luciana Marconcini.

## In altre lingue
Il titolo originale dell'albo, La Zizanie, è stato tradotto come segue in alcune delle principali lingue in cui il fumetto è edito; vengono inoltre indicate la casa editrice e l'anno di prima pubblicazione:
- catalano: La Zitzània - Salvat editores,  Spagna (prima edizione Editorial Bruguera, 1970)
- danese: Lus i skindpelsen! - Egmont Serieforlaget A/S,  Danimarca, 1975
- finlandese: Asterix ja Riidankylväjä - Egmont Kustanus Oy,  Finlandia, 1971
- inglese: Asterix and the Roman Agent - Orion,  Regno Unito, 1972
- latino: Tumultus de Asterige - Egmont Ehapa Verlag,  Germania
- olandese: Asterix en de Helvetiërs - Hachette Livre,  Paesi Bassi, 1972
- polacco: Niezgoda - Egmont Poland Ltd,  Polonia, 1993
- portoghese: A Zaragata - Edições ASA,  Portogallo, 1970
- portoghese: A Cizânia - Editora Record,  Brasile
- spagnolo: La cizaña - Egmont Kärnan AB,  Svezia, 1975
- tedesco: Streit um Asterix - Egmont Ehapa Verlag,  Germania, 1973